# M108 (САУ)
M108 (англ. M108 howitzer) — американська 105-мм самохідна гаубиця, що перебувала на озброєнні артилерії армії США, а також артилерійських підрозділів армій деяких країн світу у 1960—1970-ти роки. Артилерійська система розроблялася компанією Cadillac Motor Car Division корпорації General Motors, паралельно зі створенням 155-мм самохідної гаубиці M109, з якою вони мали однакове шасі й башту з невеликими відмінностями. В конструкції шасі використовувалися вузли і агрегати бронетранспортера M113. Новітня установка призначалася для заміни в артилерійських частинах самохідної гаубиці M52.
З 1962 року розпочалося серійне виробництво, однак вже наступного року була знята з конвеєра на користь потужнішої M109. Загалом американські виробники випустили 355 одиниць M108.
Застосовувалася американськими військами в ході війни у В'єтнамі, однак незабаром після її завершення знята з озброєння.
З 1964 року поставлялася на експорт для сухопутних військ Бельгії, Бразилії, Іспанії, Тайваню та Туреччини.

## Конструкція
M108 має компонування з розміщенням силової установки в передній частині броньованого корпусу. Решта корпусу поділялася на відділення управління гаубицею (в середині) та бойове (в кормовій частині).
Корпус машини виготовлявся методом зварювання листів алюмінієвої броні, котра захищала екіпаж від уламків снарядів і куль стрілецької зброї, а також світлового випромінювання ядерного вибуху. Борти і корма корпусу встановлювалися вертикально. Верхній лобовий лист мав значний кут нахилу, дах корпусу, залишаючись горизонтальним, подовжувався до самої корми. На кормі машини встановлювалася велика закрита башта кругового обертання з майже напівкруглим лобовим листом. У бортах башти були прямокутні люки, які відкривалися назад. Для входу та виходу гарматної обслуги в кормовому листі корпусу був великий двостулковий люк.
Екіпаж установки становив п'ять осіб: командир, механіка-водій, навідник і два заряджаючих.
Основне озброєння САУ: 105-мм гаубиця M103 (довжина ствола 30 клб) в установці M139, з дуловим гальмом та ежекційним пристроєм. Ствол гаубиці — моноблок з навінтним казенником та і ежекційним пристроєм. Затвор — клиновий напівавтоматичний. Ударний механізм затвора — механічний з дублюючим електроспуском. Противідкотні пристрої — гідропневматичні гальма відкочування й пружинний накатник. Приводи наведення — ручні. Заряджання вручну напівунітарними пострілами. Кут піднесення гаубиці становив + 74 °, кут нахилу -4 °.
Крім стандартних боєприпасів, до боєкомплекту гаубиці був введений новий тип активно-реактивних боєприпасів, що забезпечували збільшення дальності стрільби до 14 000 м.
Допоміжне озброєння: 12,7-мм зенітний кулемет M2HB. Машина могла вести вогонь з гармати і кулемета на плаву.

### Силова установка
Перші дослідні зразки шасі оснащувалися восьмициліндровим бензиновим двигуном повітряного охолодження «Континентал» А01-623-1, що розвивав потужність 250 кВт, і трансмісією ХТ-300-2 фірми «Аллісон». Надалі його замінили на V-подібний 8-циліндровий двотактний дизельний двигун «Детройт Дизель» 8V71T рідинного охолодження, потужністю 299 кВт.
Ходова частина включала на один борт сім обгумованих опорних котків невеликого діаметру з алюмінієвого сплаву. Підвіска торсіонна з гідравлічними амортизаторами, встановленими на кожен опорний коток. Гусениця — гумовометалева із знімними гумовими черевиками. Провідні колеса переднього розташування.
Для подолання водних перешкод вплав машина оснащувалася спеціальним плавзасобом, що складається з шести надувних прогумованих поплавців і трьох хвилевідбивних щитів. Рух на плаву забезпечується за допомогою гусениць.

## Оператори
- Бразилія: 72 M108AP на озброєнні Сухопутних військ Бразилії

### Колишні країни-експлуатанти
- Австралія
- Бельгія
- Кхмерська національна армія
- Іспанія
- Республіка Китай
- Туреччина
- Туніс
- США